# Kukenan
Kukenan è un tepui in Venezuela, nella regione di Guayana. È alto 2.680 metri e lungo circa 3 km. Le cascate del salto Kukenan, alte 673 metri, si trovano sulla parte meridionale del tepui.
Kukenan si trova vicino al Monte Roraima.